# Obsjtina Kostenets
obsjtina Kostenets (bulgariska: Община Костенец) är en kommun i Bulgarien.   Den ligger i regionen Sofijska oblast, i den västra delen av landet, 60 km sydost om huvudstaden Sofia.
obsjtina Kostenets delas in i:
- Gorna Vasilitsa
- Kostenets
- Ptjelin

Följande samhällen finns i obsjtina Kostenets:
- Kostenets

I omgivningarna runt obsjtina Kostenets växer i huvudsak blandskog. Runt obsjtina Kostenets är det ganska glesbefolkat, med 28 invånare per kvadratkilometer.